# Comuna de Sękowa
Sękowa (polaco: Gmina Sękowa) é uma gminy (comuna) na Polónia, na voivodia de Pequena Polónia e no condado de Gorlicki. A sede do condado é a cidade de Sękowa.
De acordo com os censos de 2004, a comuna tem 4743 habitantes, com uma densidade 24,4 hab/km².

## Área
Estende-se por uma área de 194,75 km², incluindo:
- área agricola: 29%
- área florestal: 68%

## Demografia
Dados de 30 de Junho 2004:
|                      | Total   | Total | Mulheres | Mulheres | Homens  | Homens |
| -------------------- | ------- | ----- | -------- | -------- | ------- | ------ |
|                      | pessoas | %     | pessoas  | %        | pessoas | %      |
| População            | 4743    | 100   | 2368     | 49,9     | 2375    | 50,1   |
| Densidade (pop./km²) | 24,4    | 100   | 12,2     | 12,2     | 12,2    | 12,2   |

De acordo com dados de 2002, o rendimento médio per capita ascendia a 1513,22 zł.

## Comunas vizinhas
- Dębowiec, Gorlice, Gorlice, Krempna, Lipinki, Osiek Jasielski, Uście Gorlickie.